# 西爾萬河尖條鰍
西爾萬河尖條鰍（學名：Oxynoemacheilus gyndes），為輻鰭魚綱鯉形目條鰍科尖條鰍屬的其中一種。分布於亞洲伊拉克西爾萬河流域，體長可達5.7公分，棲息在河川底層水域，生活習性不明。

## 扩展阅读
維基物種上的相關：西爾萬河尖條鰍